# Akeassia
Akeassia là một chi thực vật có hoa trong họ Cúc (Asteraceae).

## Loài
Chi Akeassia gồm các loài: